# Бургхаммер

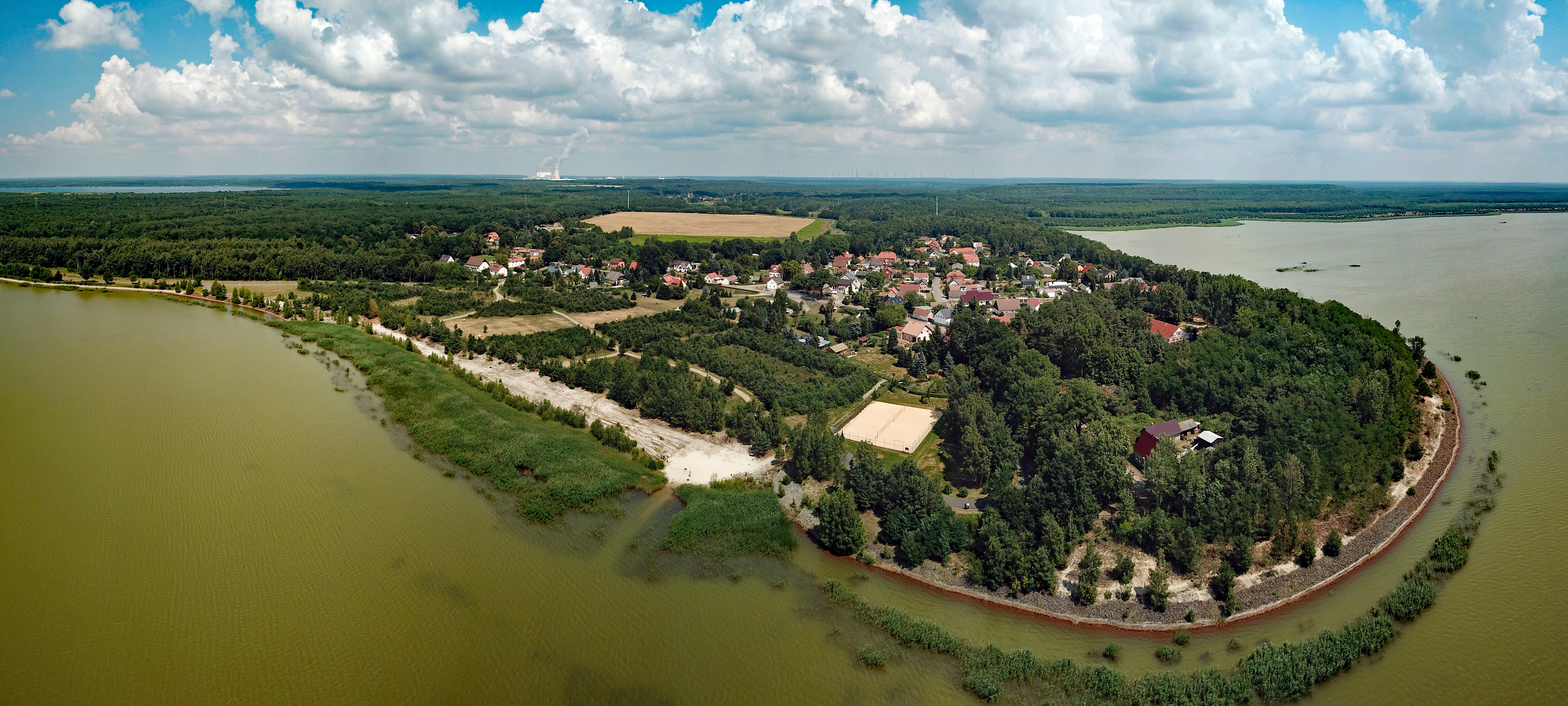

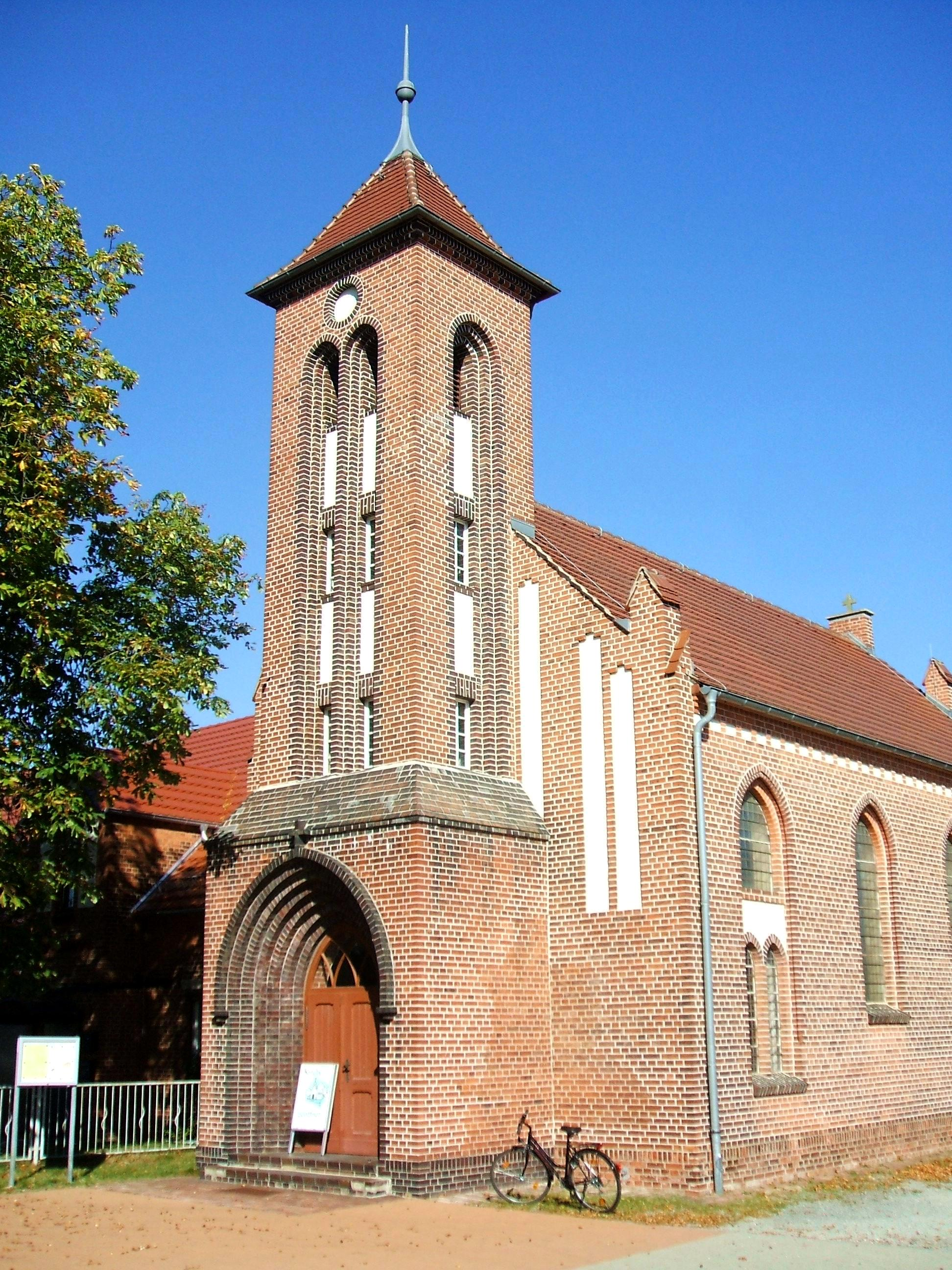
Лютеранский храм

Бу́ргхаммер или Бо́ркгамор (нем. Burghammer; в.-луж. Bórkhamor) — деревня в Верхней Лужице, Германия. Входит в состав коммуны Шпреталь района Баутцен в земле Саксония. Подчиняется административному округу Дрезден.

## География
Находится в южной части района Лужицких озёр на северном берегу искусственного Янтарового озера. Через деревню протекает река Клайне-Шпрее. На западе деревни проходит автомобильная дорога K 9215.
Соседние населённые пункты: на севере — деревня Нова-Вес и на юго-западе — деревня Борк.

## История
Впервые упоминается в 1596 году под наименованием Hammerwerk zum Burgk.
Численность деревни резко возросла в 1930-е годы во время разработки месторождения бурого угля, находящегося на юге от деревни. В 1936 году в состав деревни была включена располагающаяся на севере деревня Нова-Вес. Во время Второй мировой войны в окрестностях деревни находился лагерь для военнопленных, которые работали на угольной шахте. В 1964 году население деревни составляла 1658 человек. После закрытия шахты на её месте было образовано искусственное Янтаровое озеро, численность же населения упала до уровня конца XIX века.
С 1996 года входит в состав современной коммуны Шпреталь.
В настоящее время деревня входит в состав культурно-территориальной автономии «Лужицкая поселенческая область», на территории которой действуют законодательные акты земель Саксонии и Бранденбурга, содействующие сохранению лужицких языков и культуры лужичан.
Исторические немецкие наименования
- Hammerwerk zum Burgk, 1596
- Burker Hammersleuthe, 1658
- Burcker Hammer, 1732
- Burckhammer bey Burgk, 1791
- Burghammer, 1800

## Население
Официальным языком в населённом пункте, помимо немецкого, является также верхнелужицкий язык.
Согласно статистическому сочинению «Dodawki k statisticy a etnografiji łužickich Serbow» Арношта Муки в 1884 году в деревне проживало 173 человека (из них — 167 серболужичан (97 %)).
Лужицкий демограф Арношт Черник в своём сочинении «Die Entwicklung der sorbischen Bevölkerung» указывает, что в 1956 году при общей численности в 1 048 человек серболужицкое население деревни составляло 13,3 % (из них верхнелужицким языком владело 105 взрослых и 34 несовершеннолетних).
| 1825 | 1871 | 1885 | 1905 | 1925 | 1939 | 1946 | 1950 | 1964 | 1990 | 2011 |
| ---- | ---- | ---- | ---- | ---- | ---- | ---- | ---- | ---- | ---- | ---- |
| 154  | 272  | 318  | 432  | 385  | 1026 | 941  | 966  | 1658 | 951  | 226  |